# 光华路SOHO2
光华路SOHO2是中國北京市朝阳区CBD核心区的一个商住两用项目。

## 历史
2007年年底，SOHO中國宣佈，潘石屹以10.29亿元从任志强华远集团购得民源大厦爛尾樓項目，此處将建立光华路SOHO2。
2008年1月，民源大厦爛尾樓拆除。
2009年起，司马南曾向总理等举报在民源大厦项目用地项目上，任志强向潘石屹输送巨大利益，导致国有资产流失，但没有收到明确的反馈信息。2013年，任志强公开否认了此事，并辱骂司马南“不如猪，是个‘不看书，不看报’的专职造假者，谣言制造者”。2020年7月23日，任志强因严重违纪违法被开除党籍。纪委的决定中，包含“不正确履行职责给国有资产造成重大损失”的说法。
2015年，该项目落成，由gmp Architekten设计。
2018年3月，北京光华路SOHO2的价值超过80亿元人民幣。

## 外部連結
- 光华路SOHO2（页面存档备份，存于）